# Ceiba insignis
Ceiba insignis (Kunth) P.E.Gibbs & Semir, 1988 è una pianta della famiglia Malvaceae (attribuita in passato alle Bombacaceae), diffusa in Ecuador e Perù.
Imponente con la tipica forma a fiasco, resiste alla siccità potendo immagazzinare l'acqua nel suo tronco spugnoso. Ha un legno tenero e poroso, raggiunge altezze sino a 15 mt., può resistere per brevi periodi sino a -6⁰C.

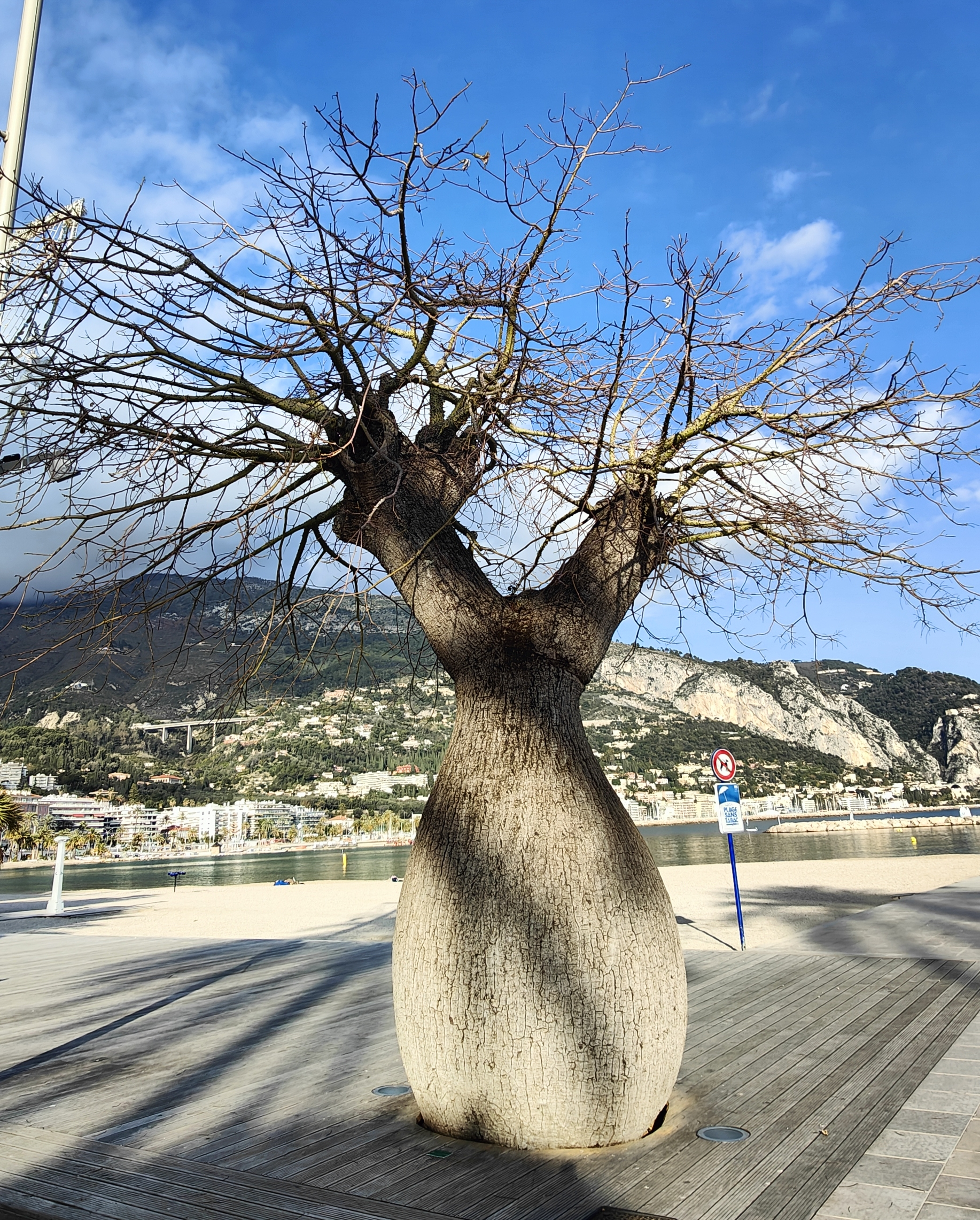
Esemplare a Mentone. Nella targa esplicativa viene indicato Ceiba Insignis "Fromager", termine francese di origine vernacolare incerta indicante alberi varietà Ceiba: il Kapok

.